# TAP (芸能プロダクション)
株式会社TAP（タップ、TAP INC.）は、東京都港区赤坂五丁目に本社がある芸能プロダクション。
前名は「株式会社オフィス北野（オフィスきたの、OFFICE KITANO INC.）」で、当時は映画会社としても事業を展開していた。

## 概要

### 「オフィス北野」時代
1986年に太田プロダクションを退社したビートたけし（以下、たけし）が、1988年にたけしとたけし軍団、寺島進らの俳優のマネジメントを目的に設立。1992年には森昌行が社長に就任し、以後芸能プロダクション・映画製作会社として活動した。
2018年3月、たけしが自分の事務所、T.Nゴンを別に立ち上げ退社。この際、オフィス北野の入居ビル、トレード赤坂を解約し至近の赤坂スバルビルへ移転している。
同年5月18日、つまみ枝豆（本名・青木隆彦）とダンカン（同・飯塚実）が取締役に就任。同年11月、枝豆が新社長、ダンカンが専務取締役に就任した。

### 「TAP」への商号変更後
枝豆が女性自身のインタビューで語ったところによると、たけしがT.Nゴンを立ち上げ、枝豆が社長に就任してから、枝豆自身も新商号を決定していた。しかしオフィス北野名義の封筒等がまだ残っていたことから、たけしもしばらくは「オフィス北野」のままでいいと回答する。その後、封筒の残りも少なくなり、「たけしへの迷惑もこれ以上かけられない」と枝豆がたけしに改めて商号変更することを告げるとたけしも「わかった。そうか」とだけ回答。
2020年1月1日付で株式会社TAP（タップ）に商号変更した。新商号を検討する際にたけし（「オフィスたけし軍団」→たけし軍団以外のタレントも在籍するためボツ）もたけし軍団のメンバー（「オフィスニュー北野」→ラブホテルみたいだとしてボツ）もボケに終始したことから、最終的に枝豆がたけしの特技であるタップダンスから取った。当時、たけし側でも問題が発生しており「決別」とまで報じられた。
同年7月、新人養成スクールとしてタップセカンドを設立。枝豆が理事長となる。プロデューサーとして神品信市が担当となる。
現在TAPの公式ページのトップにはT.Nゴンサイドからの要請で「※ 2020年1月1日オフィス北野は、株式会社TAPに社名変更しました。※ 弊社及びTAPsecondは、ビートたけし（北野武）氏とは所属・業務提携の関係にありません。」との文言記載があり、一方のT.Nゴン公式ページには「※タップおよび養成所のタップセカンドは私（北野武、ビートたけし）とは関係ありません。間違えないでね。」との文言記載もあり、両者間の「無関係」が強調されている。

## 所属タレント
☆-元たけし軍団メンバー

### 芸人
- つまみ枝豆☆
- ダンカン☆
- ガダルカナル・タカ☆
- 松尾伴内☆
- ラッシャー板前☆
- グレート義太夫☆
- 井手らっきょ☆
- 水道橋博士（浅草キッド）☆
- ガンビーノ小林☆
- 三又又三☆
- 赤P-MAN☆
- 銀座ポップ
- 広田康人
- すしささき。
- フルマユコ
- 奥山ツンヂ
- メジャーロード（小林、長谷川かいま）
- ドルフィンソング（旧ドルフィンワールドビュー。佐野テンパ、三木ふとし）
- 内垣
- リッチモン（北見、武田優作）
- 真心タッチ（島田和樹、加藤聖隆）
- くじゃくだん（旧孔雀団。田中ほうじ茶、吉田岳樹）
- ツーステップ（フーテンたつのり、竹山優介）
- 鍋島ショウトウ（モモティ、おじまたから）

### タレント
- 江口ともみ
- 川村綾
- 伊藤未来

### 俳優・女優
- 柳憂怜☆
- 芦川誠
- 國本鍾建
- 虎太郎
- 土屋愛貴
- 小池惟紀
- 古川悦史
- 大路恵美

### 業務提携
- 村田雄浩
- VOICE
- MILLEA

### 仮所属

#### タレント
- 大和ヒロシ
- 奥裕樹
- Y氏の戯言
- 星出篤哉
- とりあえず小林

#### クリエイター
- もぐたろう

## 過去の所属タレント
- イカルス渡辺
- 石丸幸人 - 業務提携
- 大富士 （在籍中に死去）
- 片岡篤史 - 阪神タイガース1軍打撃コーチ復帰時に解消
- ケンタエリザベス3世☆（元ヤチョウの会）
- こばやしあきこ - 現在はアティチュード所属
- 近藤奈保妃
- しいなえいひ
- たかだゆうこ
- 武重勉（引退）
- 東京ダイナマイト（松田大輔、ハチミツ二郎） - 現在は吉本興業所属
- 中村純子
- 東国原英夫 - ☆在籍中の芸名は「そのまんま東」
- 宝生舞（引退）
- ポップコーン正二（引退）
- マイコーりょう - 現在はジンセイプロ所属
- 山崎まさや☆
- 大和悠河 - 業務提携
- 山本モナ - 現在は株式会社ARIES（アリーズ）所属
- 横山ひとし

その他のタレントはたけし軍団を参照。

### 2018年以降に事務所を離れたタレント
- ツービート
  - ビートたけし - ☆オフィス北野から独立。現在はT.Nゴン所属
  - ビートきよし - 現在はキャストパワーと業務提携
- 荒ぶる神々（田中勇紀、馬場さおり） - 現在はラフィーネプロモーション所属
- アル北郷☆ - 現在はT.Nゴン所属
- 石塚康介
- 江藤小吾
- 小笠原まさや
- お宮の松☆
- がじゅまる（スーミーマン、小林すっとこどっこい） - 現在は浅井企画所属
- 川本マース - 在籍中の芸名は「シェパード太郎」
- カルメンひろき
- 元祖いちごちゃん（植村侑史、ハイパーペロちゃん） - 現在は浅井企画所属
- かんちゃま - 現在はラフィーネプロモーション所属
- 昨日のカレーを温めて（みんなのおさむ、だれかの川口）
- 木村裕子 - 現在はマセキ芸能社所属
- キュウ（ぴろ、清水誠） - 現在はタイタン所属
- 熊川シュウワ
- 児島玲子
- 米粒写経（居島一平、サンキュータツオ[7]） - 現在はワタナベエンターテインメント所属
- 近藤夢 - 現在はラフィーネプロモーションと業務提携
- 近藤六
- さえぐさ鼻男
- 〆さばアタル - ☆現在はT.Nゴン所属
- ジャッキーちゃん - 現在はホリプロコムと業務提携
- ジョニー小野
- セクシーJ - 現在はラフィーネプロモーション所属
- ゾマホン - ☆駐日本国ベナン共和国特命全権大使就任にともない一旦退社したが、同大使退任後に復帰
- ダースレイダー - 現在は吉田正樹事務所所属
- 太陽の小町（つる、安田一平） - 現在はラフィーネプロモーション所属
- 高尾悠希 - 現在はパイプライン所属
- 髙橋洋 - 現在はケイファクトリー所属
- 橘美緒 - 現在はフリップアップ所属
- たッぴーおか
- 玉袋筋太郎（元浅草キッド）- ☆現在はフリー
- でこぼこ〜ず（しょうとく、宮本賢治）- その後「藤乃宮」に改名し、解散
- 寺島進 - 現在はジャパン・ミュージックエンターテインメント所属
- 中嶋美和子 - 元大分朝日放送アナウンサー
- なべやかん - ☆現在はゴッデス・エンターテイメント所属
- 仁科貴
- 馬鹿よ貴方は（新道竜巳、平井“ファラオ”光） - 現在はサンミュージックプロダクション所属
- 長谷川ティティ - 現在はパイプライン所属
- 服部拓也（元シルキーライン）
- ハニーベージュ（福間秀倫、秋本隆宏） - 解散
- バベル（天馬、かわぞえあきひろ）- 解散
- 林健太郎
- 把瑠都
- ヒロホンダ - 現在はBohemia Group New York所属
- 藤井21 - 現在はサンミュージックプロダクション所属
- プチ鹿島[7] - 現在はワタナベエンターテインメント所属
- 船見誠（元ガラパゴス）
- プリズムシャワー（湯川セイント、橋本ピー助） - 現在はラフィーネプロモーション所属
- ほたるゲンジ（無法松、桐畑トール）- ☆現在はフリー
- ポップコーン正一
- 堀友理子 - 現在はFIRST AGENT所属
- ホロッコ（ほり太、こまり） - 現在はフラットファイヴ所属、ラフィーネプロモーションと業務提携
- 本間しげる
- マキタスポーツ[7] - ☆現在はワタナベエンターテインメント所属
- マザー・テラサワ
- 松尾雄治 - 現在はラフィーネプロモーションと業務提携
- まっく赤坂見附
- マッハスピード豪速球（坂巻裕哉、ガン太）- 現在はライジング・アップ所属
- みずき
- やくみつゆ☆
- やすみりえ（川柳作家）
- 幽玄亭（沖、吉田一貴）- その後「ドグマン」に改名し、解散。現在は吉田のみ吉本興業所属
- ライフサイズ（杉山利輝、内垣勇志、植木隼達）
- ランジャタイ（伊藤幸司、国崎和也）- 現在はグレープカンパニー所属
- 涼香
- ルサンチマン浅川

## 製作映画（オフィス北野時代）
現在、権利はT.Nゴンに移管されている。
- あの夏、いちばん静かな海。 （1991年、製作）
- ソナチネ（1993年、企画協力）
- みんな〜やってるか!（1995年、製作）
- キッズ・リターン （1996年、製作・配給）
- HANA-BI（1998年、製作）
- 菊次郎の夏（1999年、製作・配給）
- ジャム・セッション 菊次郎の夏<公式海賊版>（1999年、製作・配給）
- 生きない（1999年、製作・配給）
- カラオケ（1999年、製作・配給）
- BROTHER（2001年、製作・配給）
- Dolls（2002年、製作・配給）
- 座頭市（2003年、製作・配給）
- TAKESHIS'（2005年、製作・配給）
- 七人の弔（2005年、製作・配給）
- BIG RIVER（2005年、製作・配給）
- 監督・ばんざい!（2007年、製作・配給）
- アキレスと亀（2008年、製作・配給）
- アウトレイジ（2010年、製作・配給）
- アウトレイジ ビヨンド（2012年、製作・配給）
- 龍三と七人の子分たち（2015年、製作・配給）
- 愚行録（2017年、製作・配給）
- アウトレイジ 最終章（2017年、製作・配給）